# بارکر رنچ
بارکر رنچ (به انگلیسی: Barker Ranch) یک منطقهٔ مسکونی در ایالات متحده آمریکا است که در شهرستان اینیو، کالیفرنیا واقع شده‌است. بارکر رنچ ۹۸۹٫۷ متر بالاتر از سطح دریا واقع شده‌است.